# Scalopinae
Sous-famille
La sous-famille des Scalopinae regroupe des mammifères fouisseurs, sortes de taupes, appartenant à la famille des Talpidae.

## Classification
Cette sous-famille, ainsi que les deux tribus qui la constituent, a été décrite pour la première fois en 1875 par le zoologiste américain Theodore Nicholas Gill (1837-1914).
Classification plus détaillée selon le Système d'information taxonomique intégré (SITI ou ITIS en anglais) :
 Règne : Animalia ; sous-règne : Bilateria ; infra-règne : Deuterostomia ; Embranchement : Chordata ; Sous-embranchement : Vertebrata ; infra-embranchement : Gnathostomata ; super-classe : Tetrapoda ; Classe : Mammalia ; Sous-classe : Theria ; infra-classe : Eutheria ; ordre : Soricomorpha ; famille des Talpidae.
Traditionnellement, les espèces de la famille des Talpidae sont classées dans l'ordre des Insectivora, un regroupement qui est progressivement abandonné au XXIe siècle.

### Liste des tribus
Selon Mammal Species of the World (version 3, 2005)  (4 janvier 2015) et ITIS (4 janvier 2015) :
- Condylurini Gill, 1875
- Scalopini Gill, 1875

### Liste des genres et espèces
Selon Mammal Species of the World (version 3, 2005)  (4 janvier 2015) :
- tribu Condylurini
  - genre Condylura
    - Condylura cristata - Condylure étoilé
- tribu Scalopini
  - genre Parascalops
    - Parascalops breweri - Taupe à queue chevelue

  - genre Scalopus
    - Scalopus aquaticus - Taupe à queue glabre

  - genre Scapanulus
    - Scapanulus oweni

  - genre Scapanus
    - Scapanus latimanus - Taupe de Californie
    - Scapanus orarius - Taupe du Pacifique
    - Scapanus townsendii - Taupe de Townsend